# ناتالی لانسین
ناتالی لانسین (فرانسوی: Nathalie Lancien‎؛ زادهٔ ۷ مارس ۱۹۷۰) دوچرخه‌سوار اهل فرانسه است.
وی در مسابقات کشوری و بین‌المللی در مجموع برندهٔ ۱ مدال طلا، ۱ مدال برنز شده‌است.